# Cristoforo da Tolentino
Cristoforo Mauruzi, noto come Cristoforo da Tolentino (Tolentino, inizi XV secolo – Treviso, 24 luglio 1462), è stato un nobile e condottiero italiano, conte di Stacciola e signore di Aviano, Caldarola, San Polo di Piave e Tolentino.

## Biografia
Figlio naturale del condottiero Niccolò Mauruzi, legittimato da Papa Martino V nel 1430, seguì le orme del padre ed assunse la signoria di Tolentino, tenendola dal 1434 al 1439. Il 22 agosto 1435, al fatto d'armi di Fiordimonte, presso Camerino, con un colpo di stocco entratogli per l'occhio nella testa, uccise il condottiero Niccolò Fortebraccio.
Per la Repubblica di Venezia difese il castello di Verona nel 1438 e combatté a Casalmaggiore nel 1446. Per le sue vittorie, con ducali del 30 dicembre 1451 e 11 maggio 1452 ottenne da Venezia in premio i feudi di Aviano, San Polo di Piave e San Giorgio, nel 1468 eretti in contea contestualmete all'iscrizione della famiglia al patriziato veneziano. Questi feudi  restarono di proprietà della famiglia fino all'estinzione, allorquando passarono ai Gabrielli.
Cristoforo da Tolentino morì a Treviso il 24 luglio 1462. Fu sepolto nella chiesa di Santa Margherita, in una cappella da lui fondata e dedicata al suo santo patrono, Nicola da Tolentino, per la cui canonizzazione il padre, il celebre condottiero Niccolò da Tolentino, era intervenuto presso papa Eugenio IV. La cappella ospitava un monumento con una statua in marmo e un epitaffio, ma oggi non vi è più traccia della onorevole memoria che gli era stata eretta.

## Discendenza
Cristoforo Mauruzi si sposò con Vittoria (Tora) Tarlati, figlia di Bartolomeo dei signori di Pietramala e di Anfrosina Ubertini dei conti di Montedoglio, entrambi esponenti di famiglie signorili aretine di fede ghibellina.
Dal matrimonio nacque un unico figlio, Lancellotto († 1506), anch'egli condottiero al servizio della Repubblica di Venezia. Sposatosi con Laura di Francesco Brandolini conte di Valmareno, Lancellotto ne ebbe tre figlie: Vittoria sposò Angelo Gabrielli, Bartolomea (Bortola) il fratello di questi, Cristoforo Gabrielli, mentre Anfrosina sposò Chiappino Orsini. Non avendo successione maschile, ottenne dal Senato della Repubblica di poter trasmettere alle figlie e alla loro discendenza i feudi e i relativi titoli, purché queste sposassero membri del patriziato veneziano. Nel 1506, alla morte di Lancellotto, il titolo di conte di Aviano, San Polo e San Giorgio passò così ai Gabrielli, che lo mantennero fino al 1805, mentre la discendenza di Anfrosina fu esclusa dalla successione.
Prima della nascita di Lancellotto aveva avuto un figlio illegittimo, Rinaldo, morto nel 1468.